# Medaillenspiegel der Olympischen Winterspiele 1932
Diese Tabelle zeigt den Medaillenspiegel der Olympischen Winterspiele 1932 in Lake Placid. Die Platzierungen sind nach der Anzahl der gewonnenen Goldmedaillen sortiert, gefolgt von der Anzahl der Silber- und Bronzemedaillen. Weisen zwei oder mehr Länder eine identische Medaillenbilanz auf, werden sie alphabetisch geordnet auf dem gleichen Rang geführt. Dies entspricht dem System, das vom IOC verwendet wird.

## Medaillenspiegel
| Platz | Mannschaft               | Gold | Silber | Bronze | Gesamt |
| ----- | ------------------------ | ---- | ------ | ------ | ------ |
| 01    | Vereinigte Staaten (USA) | 6    | 4      | 2      | 12     |
| 02    | Norwegen (NOR)           | 3    | 4      | 3      | 10     |
| 03    | Schweden (SWE)           | 1    | 2      | —      | 3      |
| 04    | Kanada (CAN)             | 1    | 1      | 5      | 7      |
| 05    | Finnland (FIN)           | 1    | 1      | 1      | 3      |
| 06    | Österreich (AUT)         | 1    | 1      | —      | 2      |
| 07    | Frankreich (FRA)         | 1    | —      | —      | 1      |
| 08    | Schweiz (SUI)            | —    | 1      | —      | 1      |
| 09    | Deutsches Reich (GER)    | —    | —      | 2      | 2      |
| 10    | Ungarn (HUN)             | —    | —      | 1      | 1      |
|       | Gesamt                   | 14   | 14     | 14     | 42     |

## Medaillenspiegel Demonstrationswettbewerbe*
| Platz | Mannschaft               | Gold | Silber | Bronze | Gesamt |
| ----- | ------------------------ | ---- | ------ | ------ | ------ |
| 01    | Kanada (CAN)             | 3    | 3      | 2      | 8      |
| 02    | Vereinigte Staaten (USA) | 2    | 2      | 3      | 7      |
|       | Gesamt                   | 5    | 5      | 5      | 15     |

* Zu den Demonstrationswettbewerben gehörten Curling (für Männer), Schlittenhunderennen und Eisschnelllauf (für Frauen).